# NIFL Premiership 2024/25
Die NIFL Premiership 2024/25 (auch Danske Bank Premiership nach dem Ligasponsor Danske Bank) war die 17. Spielzeit der höchsten nordirischen Fußballliga seit der Neuorganisation der Liga und die 124. Spielzeit insgesamt. Die Punkterunde begann am 9. August 2024 und endete am 26. April 2025. Anschließend fand noch die Ausscheidungsrunde zur Ermittlung eines weiteren Teilnehmers an der Qualifikation zur Conference League statt.
Titelverteidiger war der Larne FC, neuer Titelträger wurde Linfield FC, der seine 57. Meisterschaft feierte. Pokalsieger wurde Dungannon Swifts.

## Modus
Die zwölf Mannschaften spielten jeweils dreimal – davon mindestens einmal zuhause und einmal auswärts – an insgesamt 33 Spieltagen gegeneinander. Nach dieser Runde qualifizierten sich die sechs bestplatzierten Teams für die Meisterrunde, in der der Meister und die Startplätze für die Europacupplätze in einer einfachen Runde an fünf Spieltagen ausgespielt wurden. Der Meister nimmt an der Qualifikation zur Champions League, der Zweite an der Conference League teil. Die Punkte und Tore aus der Vorrunde wurden mitgenommen.
Die Teams der Plätze sieben bis zwölf spielten in der Abstiegsrunde ebenfalls in fünf Spielen nochmals gegeneinander, um den Absteiger und Relegationsteilnehmer zu ermitteln. Der am Saisonende Siebte spielte mit dem Dritten, Fünften und Sechsten im K.-o.-System den dritten Teilnehmer für die Conference League aus. Der Elfte spielt ein Relegationsspiel gegen den Zweiten der NIFL Championship 2024/25, während der Zwölfte direkt absteigt.

## Mannschaften
| Verein             | Stadion         | Stadt         | Kapazität |
| ------------------ | --------------- | ------------- | --------- |
| Ballymena United   | The Showgrounds | Ballymena     | 03.824    |
| Carrick Rangers FC | Taylors Avenue  | Carrickfergus | 02.100    |
| Cliftonville FC    | Solitude        | Belfast       | 03.054    |
| Coleraine FC       | The Showgrounds | Coleraine     | 04.843    |
| Crusaders FC       | Seaview         | Belfast       | 03.208    |
| Dungannon Swifts   | Stangmore Park  | Dungannon     | 02.000    |
| Glenavon FC        | Mourneview Park | Lurgan        | 03.302    |
| Glentoran FC       | The Oval        | Belfast       | 06.054    |
| Larne FC           | Inver Park      | Larne         | 02.732    |
| Linfield FC        | Windsor Park    | Belfast       | 18.434    |
| Loughgall FC       | Lakeview Park   | Loughgall     | 03.000    |
| Portadown FC       | Shamrock Park   | Portadown     | 03.940    |

## Hauptrunde

### Tabelle
| Pl.                       | Verein             | Sp. | S  | U  | N  | Tore    | Diff. | Punkte |
| ------------------------- | ------------------ | --- | -- | -- | -- | ------- | ----- | ------ |
| 1.                        | Linfield FC        | 33  | 24 | 4  | 5  | 061:230 | +38   | 76     |
| 2.                        | Larne FC (M)       | 33  | 15 | 9  | 9  | 039:280 | +11   | 54     |
| 3.                        | Glentoran FC       | 33  | 15 | 9  | 9  | 040:310 | +9    | 54     |
| 4.                        | Dungannon Swifts   | 33  | 15 | 5  | 13 | 044:400 | +4    | 50     |
| 5.                        | Crusaders FC (P)   | 33  | 15 | 5  | 13 | 041:430 | −2    | 50     |
| 6.                        | Coleraine FC       | 33  | 13 | 10 | 10 | 049:410 | +8    | 49     |
| 7.                        | Cliftonville FC    | 33  | 13 | 7  | 13 | 044:370 | +7    | 46     |
| 8.                        | Portadown FC (N)   | 33  | 13 | 7  | 13 | 039:380 | +1    | 46     |
| 9.                        | Ballymena United   | 33  | 13 | 4  | 16 | 040:420 | −2    | 43     |
| 10.                       | Glenavon FC        | 33  | 10 | 9  | 14 | 035:430 | −8    | 39     |
| 11.                       | Carrick Rangers FC | 33  | 6  | 9  | 18 | 024:480 | −24   | 27     |
| 12.                       | Loughgall FC       | 33  | 4  | 6  | 23 | 029:710 | −42   | 18     |
| Stand: Abschluss Vorrunde |                    |     |    |    |    |         |       |        |

Platzierungskriterien: 1. Punkte – 2. Tordifferenz – 3. geschossene Tore

| (M) | amtierender nordirischer Meister                 |
| (P) | amtierender nordirischer Pokalsieger             |
| (N) | Neu/Aufsteiger aus der NIFL Championship 2023/24 |

## Finalrunden

### Meister-Playoff
Die sechs bestplatzierten Teams der Vorrunde traten je einmal gegeneinander an, um den Meister und die internationalen Startplätze auszuspielen. Die Punkte aus der Hauptrunde wurden dabei mitgenommen.

#### Tabelle
| Pl.                              | Verein           | Sp. | S  | U  | N  | Tore    | Diff. | Punkte |
| -------------------------------- | ---------------- | --- | -- | -- | -- | ------- | ----- | ------ |
| 1.                               | Linfield FC      | 38  | 27 | 4  | 7  | 069:280 | +41   | 85     |
| 2.                               | Larne FC (M)     | 38  | 17 | 12 | 9  | 046:330 | +13   | 63     |
| 3.                               | Glentoran FC     | 38  | 17 | 10 | 11 | 049:370 | +12   | 61     |
| 4.                               | Dungannon Swifts | 38  | 17 | 6  | 15 | 051:480 | +3    | 57     |
| 5.                               | Coleraine FC     | 38  | 15 | 10 | 13 | 055:500 | +5    | 55     |
| 6.                               | Crusaders FC (P) | 38  | 16 | 6  | 16 | 047:530 | −6    | 54     |
| Stand: Endstand (26. April 2025) |                  |     |    |    |    |         |       |        |

Platzierungskriterien: 1. Punkte – 2. Tordifferenz – 3. geschossene Tore

| (M) | amtierender nordirischer Meister     |
| (P) | amtierender nordirischer Pokalsieger |

### Abstiegs-Playout
Die sechs schlechteren Teams der Vorrunde traten je einmal gegeneinander an, um den Absteiger und den Relegationsteilnehmer zu bestimmen. Die Punkte aus der Hauptrunde wurden dabei mitgenommen.

#### Tabelle
| Pl.                              | Verein             | Sp. | S  | U  | N  | Tore    | Diff. | Punkte |
| -------------------------------- | ------------------ | --- | -- | -- | -- | ------- | ----- | ------ |
| 7.                               | Cliftonville FC    | 38  | 17 | 7  | 14 | 058:410 | +17   | 58     |
| 8.                               | Portadown FC (N)   | 38  | 16 | 8  | 14 | 048:450 | +3    | 56     |
| 9.                               | Ballymena United   | 38  | 14 | 5  | 19 | 047:540 | −7    | 47     |
| 10.                              | Glenavon FC        | 38  | 12 | 10 | 16 | 042:470 | −5    | 46     |
| 11.                              | Carrick Rangers FC | 38  | 7  | 11 | 20 | 032:590 | −27   | 32     |
| 12.                              | Loughgall FC       | 38  | 5  | 7  | 26 | 036:850 | −49   | 22     |
| Stand: Endstand (26. April 2025) |                    |     |    |    |    |         |       |        |

Platzierungskriterien: 1. Punkte – 2. Tordifferenz – 3. geschossene Tore

| (N) | Neu/Aufsteiger aus der NIFL Championship 2023/24 |

### Conference-League-Playoffs
Die Mannschaften auf den Plätzen 3 bis 6 der Meister-Playoffs sowie der Erste der Abstiegs-Playouts erreichten die Playoffs. Im K.-o.-System wurde ein weiterer Teilnehmer für die 1. Qualifikationsrunde zur UEFA Conference League 2025/26 ermittelt.
Runde 1
Die Spiele wurden am 7. Mai 2025 ausgetragen.
|              | Ergebnis  |                 |
| ------------ | --------- | --------------- |
| Glentoran FC | 0:2 (0:0) | Cliftonville FC |
| Coleraine FC | 1:0 (1:0) | Crusaders FC    |

Runde 2
Das Spiel wurde am 11. Mai 2025 ausgetragen.
|              | Ergebnis  |                 |
| ------------ | --------- | --------------- |
| Coleraine FC | 0:2 (0:1) | Cliftonville FC |

### Relegation
Der Elftplatzierte Carrick Rangers FC traf auf den Zweitplatzierten der NIFL Championship 2024/25. Die Spiele fanden am 29. April und 2. Mai 2025 statt; der Zweitligist hatte zunächst Heimrecht.
|               | Gesamt |                    | Hinspiel | Rückspiel |
| ------------- | ------ | ------------------ | -------- | --------- |
| Annagh United | 3:8    | Carrick Rangers FC | 2:5      | 1:3       |